# Герчиково
Герчиково — дворянская усадьба в деревне Герчики Смоленского района (бывшего Краснинского уезда), в 25 км к югу от Смоленска.
После отвоевания Смоленска у Речи Посполитой в 1654 году царь Алексей Михайлович пожаловал Герчиково шотландскому генералу Александру Лесли, который руководил взятием Смоленска и стал первым русским наместником этого города.
В 1769-74 гг. потомок первого владельца, коллежский асессор И. В. Лесли, построил в селе деревянную Троицкую церковь и несколько усадебных строений. Его дочь Прасковья вышла замуж за М. А. Корбутовского, который выстроил в стиле классицизма каменный двухэтажный дом с мезонином. В 1808 построена новая каменная церковь (ныне полуразрушена). Разбит парк с прудами.
В 1860-х годах усадьба принадлежала дворянскому роду Полянских. У них было около 1000 десятин земли и образцовое хозяйство. С 1904 года усадьба принадлежала агроному А. П. Мещерскому, здесь родился его сын Н. А. Мещерский, языковед. В 1904—1906 гг. в усадьбе бывала свояченица хозяина усадьбы, Ольга Форш. В 1914 г. имение выкупил скульптор В. А. Беклемишев.
В 1918 году усадьбу национализировали, в усадебном доме размещалась школа, с 1986 — летний оздоровительный лагерь. Сохранилась часть парка, сильно заросшего. В XXI веке обветшавший усадебный дом перешёл в частную собственность и был восстановлен инвестором как отель-усадьба «Лафер». Планировка внутри новая.